# ريتشارد إس. إيويل
ريتشارد إس. إيويل (بالإنجليزية: Richard S. Ewell)‏ هو عسكري أمريكي، ولد في 8 فبراير 1817 في جورجتاون في الولايات المتحدة، وتوفي في 25 يناير 1872 في سبرينغ هيل في الولايات المتحدة بسبب ذات الرئة.